# Dragoslav Jevrić
Dragoslav Jevrić (Berane, 8. srpnja 1974.), je umirovljeni srpsko-crnogoski nogometni vratar. Na Svjetskom prvenstvu 2006. u Njemačkoj nastupao je za Srbiju i Crnu Goru kao jedini Crnogorac u momčadi.